# Oscar Straus (polityk)
Oscar Solomon Straus (ur. 23 grudnia 1850 w Otterbergu, zm. 3 maja 1926 w Nowym Jorku) – amerykański polityk i dyplomata, członek Partii Republikańskiej, sekretarz handlu i pracy.

## Działalność polityczna
Do Stanów Zjednoczonych przybył wraz z rodzicami z Niemiec. Od 1887 do 1889 i od 1898 do 1899 był ministrem w Imperium Osmańskim. W okresie od 17 grudnia 1906 do 5 marca 1909 był sekretarzem handlu i pracy w gabinecie prezydenta Roosevelta. Od 1909 do 1910 był ambasadorem w Imperium Osmańskim.